# CM1 Dolphin

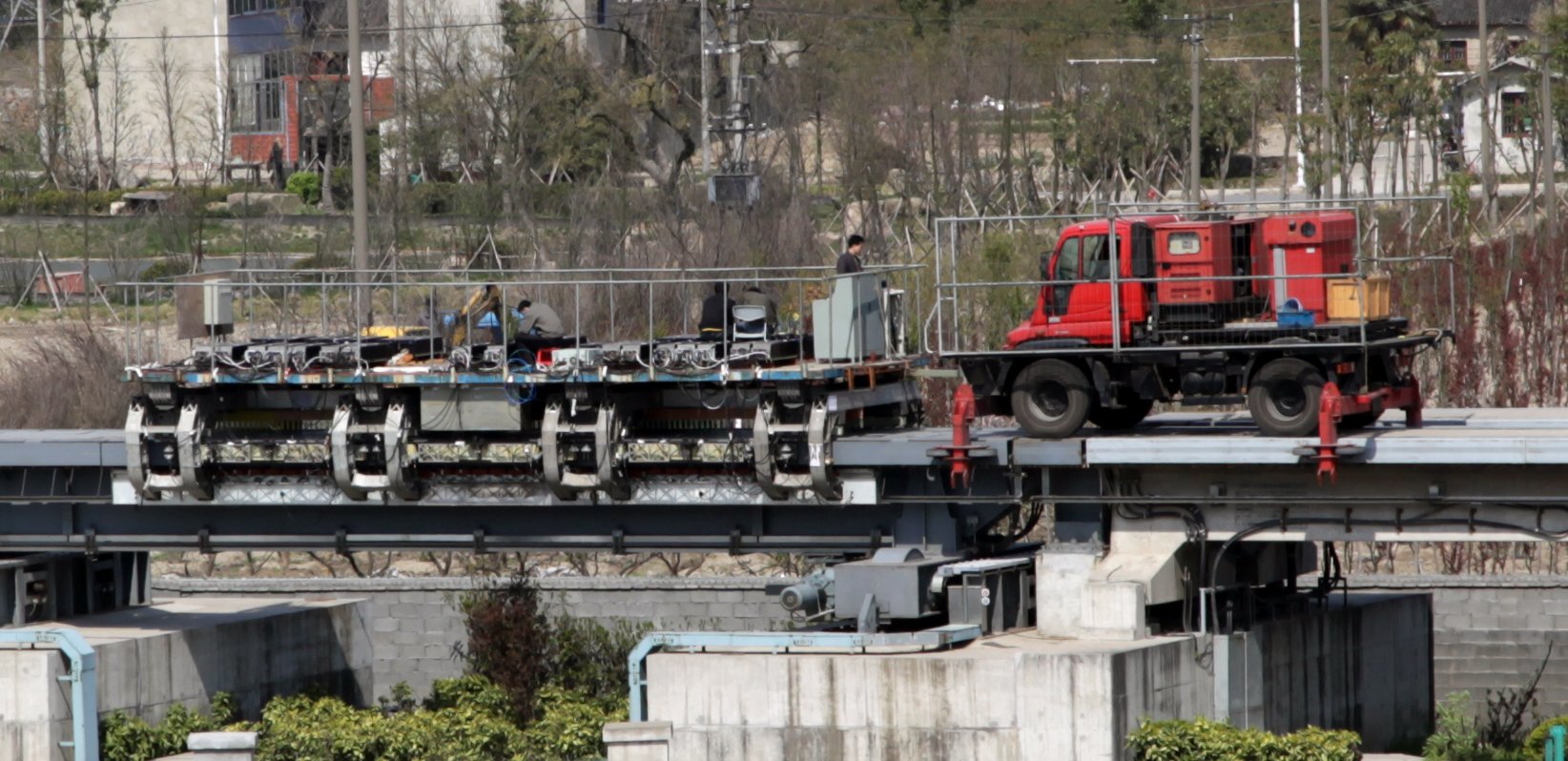
CM1 Dolphin, halbes Fahrgestell

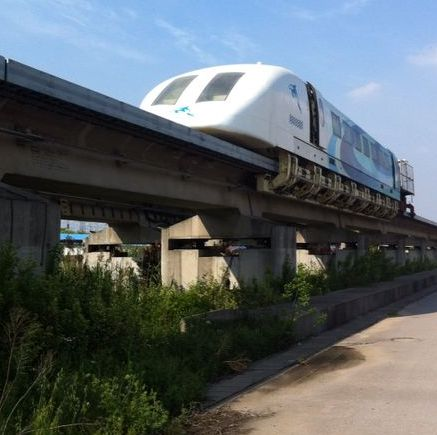
Maglev im April 2014

Der CM1 Dolphin ist eine auf der Transrapid-Technik basierende, in der Volksrepublik China entwickelte und gebaute Magnetschwebebahn für die Nahverkehrsanbindung, die sich zurzeit noch in Erprobung befindet.

## Technologie
Bei dem als CM1 Dolphin bezeichneten Prototypen handelt es sich um eine Magnetschwebebahn, die speziell für den Nahverkehr, mit einer Spitzengeschwindigkeit von 150 km/h, ausgelegt und konzipiert ist und nach Angaben des Chefentwicklers Zheng Qihui „keine deutsche Technik“ verwendet. Dennoch ist der deutsche Transrapid 08, in der Form, wie er bereits in Shanghai in Betrieb ist, das Vorbild für die benutzte Technologie. Die im November 2004 videodokumentierten nächtlichen Vermessungen im Wartungszentrum des Transrapid Shanghai, bei denen die Schwebetechnik des Transrapid untersucht wurde, stehen mit der Entwicklung in keinem Zusammenhang und seien frei erfunden. Für den Testbetrieb wurden die Aufbauten vom eigentlichen Fahrwerk getrennt. Das erste in China gefertigte Fahrzeug verfügt über ein in Deutschland hergestelltes Magnetfahrwerk, wurde im Frühjahr 2010 der Öffentlichkeit vorgestellt und befindet sich seit Januar 2011 im Alltagseinsatz auf der Strecke. Es entspricht optisch weitestgehend den in Deutschland gebauten SMT-Fahrzeugen, besitzt aber einen geringeren Luftspalt von 8 mm und andere Rücklichter. Das Fahrzeug wurde von der Chengdu Aircraft Industrial Group (CAIC) gefertigt.

## Geschichte
Der Beschluss, einen eigenen, chinesischen Maglev-Zug zu bauen, wurde 2002 im Rahmen des chinesischen Hochtechnologieprogramms 863 gefasst. Der Auftrag für zwei Waggons wurde an die China Aviation Industry Corporation (CAC), in Chengdu, China vergeben. Nach dem Beginn des Projekts am 29. November 2005 wurden die Waggons wurden Mai 2006 zur Teststrecke auf dem Jiading Campus der Tongji-Universität transportiert und sind seit Juli 2006 in Erprobung.

## Teststrecke

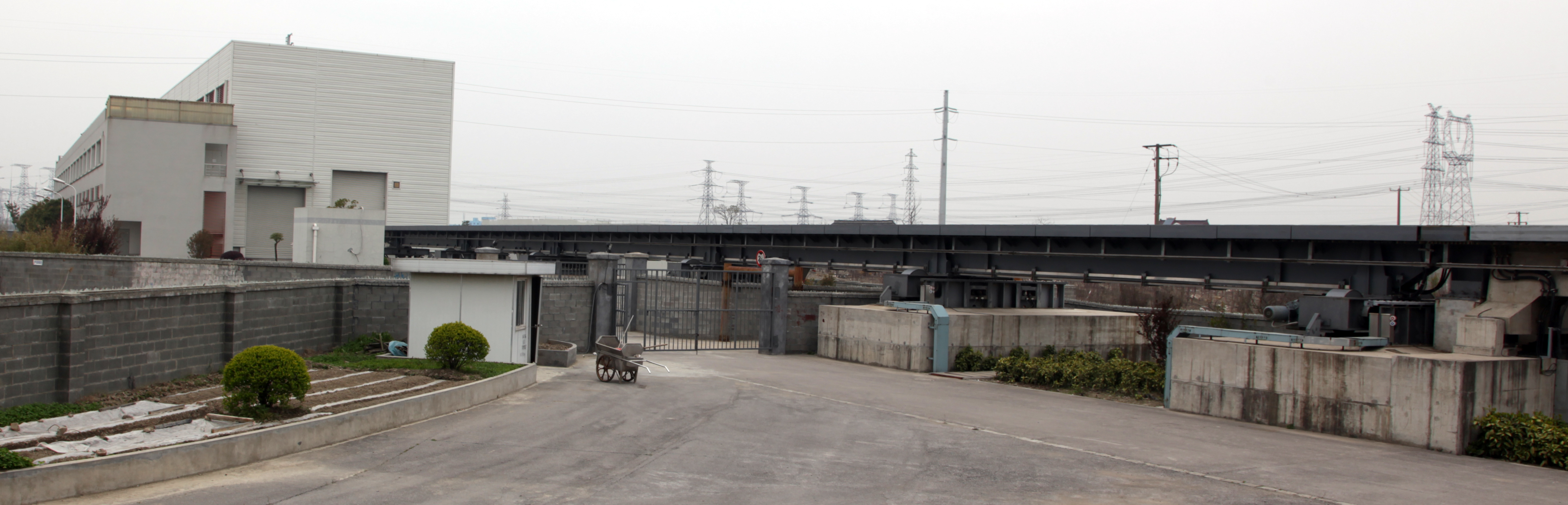
Maglev-Wartungshalle mit vorgeschalteter Weiche

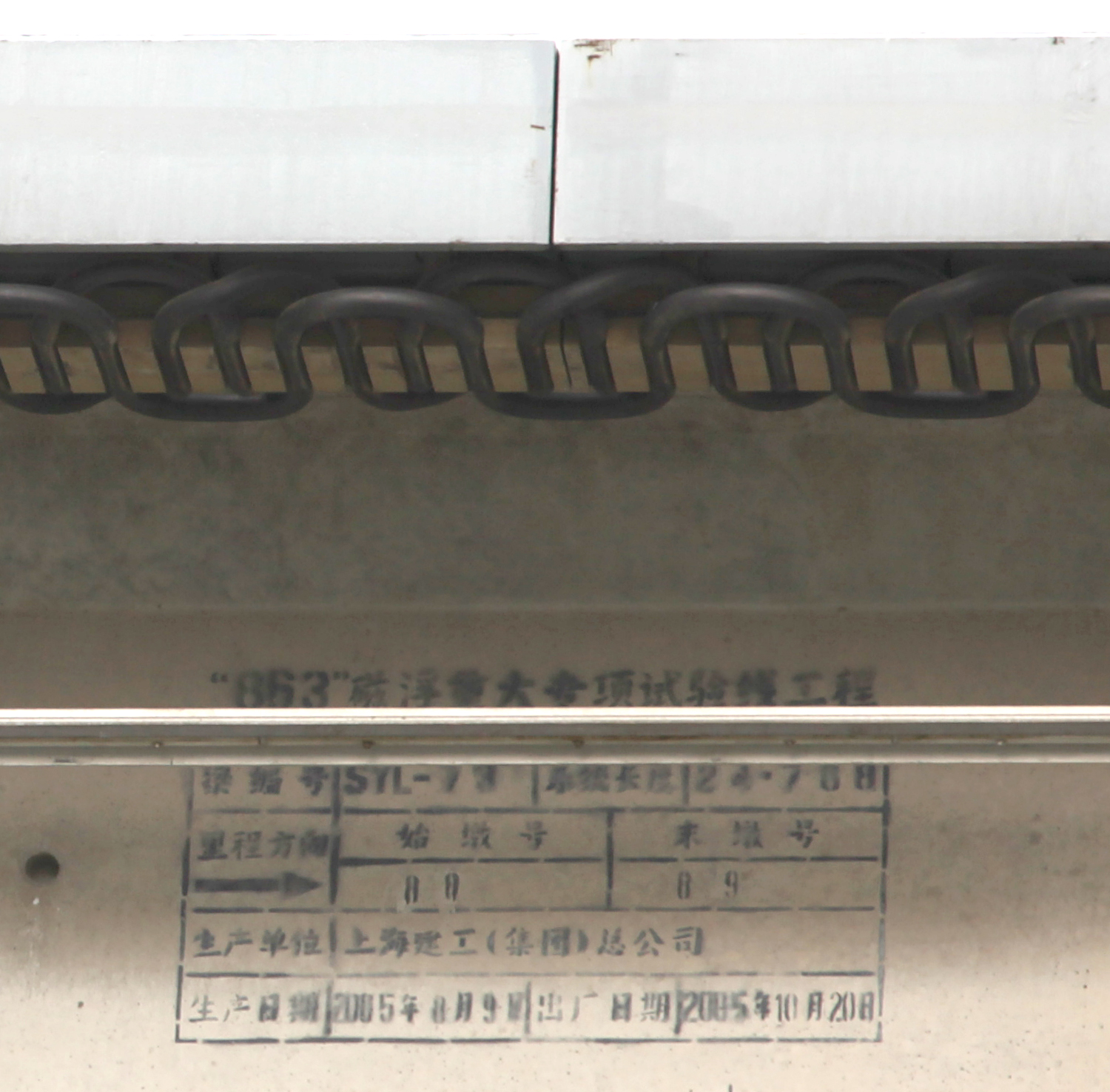
Detailaufnahme des Stators und Streckenkennung

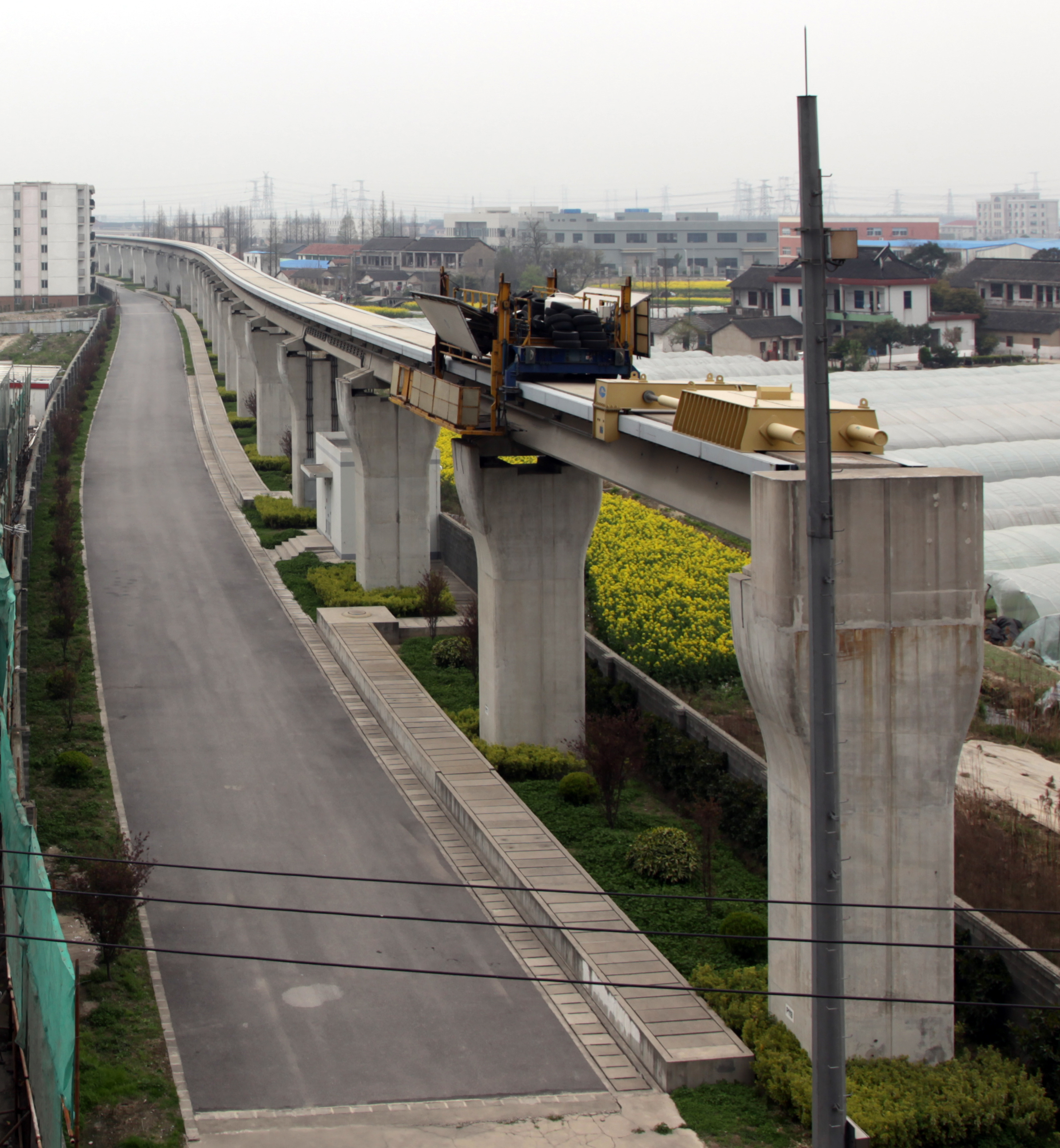
Puffer am Ende der Teststrecke

Nordwestlich des Zentrums von Shanghai im Stadtteil Jiading auf dem dortigen Campus der Tongji-Universität befindet sich eine 1,5 km lange Teststrecke für Magnetschwebebahnen. Am nordwestlichen Rand des Campus befindet sich die Service-Halle der Anlage. Die Streckenführung verlässt die Halle in Richtung Nordosten und beginnt mit einer Weiche, deren westlicher Arm nach wenigen Metern blind, also ohne Puffer, endet. Nach einigen hundert Metern beschreibt der östliche Arm eine 45-Grad-Kurve. Die Strecke setzt sich für fast einen Kilometer in West-Ost-Richtung fort. Die Teststrecke endet mit einer leichten, S-förmigen Verschwenkung an einem Puffer.
Aufgrund der Streckenlänge und Topologie (keine Wendeschleifen) beträgt die maximale Geschwindigkeit 120 km/h. Die Statorpakete für den Fahrweg der Teststrecke stammen nicht aus chinesischer Produktion. Es handelt sich um für den Bau des Transrapid Shanghai hergestellte Pakete deutscher Produktion, die in Jiading zur Teststrecke zusammengesetzt wurden.
Die Teststrecke wurde im Rahmen des ‚Nationalen Hochtechnologieplans 863‘ erbaut. Bauherr ist das ’’National Maglev Transportation Engineering Research and Development Center’’ unter der Leitung von Wu Xiangming in enger Zusammenarbeit mit dem Chinesisch-Deutschem Hochschulkolleg (CDHK) der Tongji-Universität.